# Same Girl
"Same Girl" é uma canção da cantora norte-americana Jennifer Lopez, gravada para o seu oitavo álbum de estúdio A.K.A.. Foi escrita pela intérprete, por Chris Brown, Antwan Thompson, Charles Stephens e Ryan Tedder, sendo que a produção esteve a cargo dos últimos três. O vídeo musical estreou a 30 de Janeiro de 2014 através do serviço Vevo, enquanto que o seu lançamento digital ocorreu a 4 de Fevereiro através da Capitol Records.

## Antecedentes e lançamento
A 21 de Março de 2013, Lopez revelou uma foto sua em estúdio com Cory Rooney e Chris Brown na rede social Twitter. Na legenda da imagem estava escrito "#SAMEGIRL", deixando os média em dúvida se seria o nome do seu oitavo disco de originais ou de uma nova música. Alguns dias depois, Brown descreveu as suas colaborações como "divertidas" e "festivas". A cantora comentou que tinha estado em estúdio com Chris, composto canções e que tinha trazido todo o sabor de 'Jenny from the Block' de volta.  Jennifer deixou ainda em aberto a possibilidade de trabalhar com o cantor no seu sexto álbum, X, pois tinham desenvolvido "um monte de ideias". Em Setembro de 2013, Brown revelou o título de dois temas que tinha composto para a artista: "Emotions" and "Same Girl".
Durante a sua aparência no The Tonight Show, a 23 de Janeiro de 2014, Jennifer divulgou uma previsão de 45 segundos de "Same Girl" e do seu vídeo musical. Dois dias mais tarde, anunciou ainda que o excerto promovido no programa tinha sido algo para os fãs e que não seria o seu primeiro single do novo disco, contradizendo afirmações anteriores. O seu lançamento digital ocorreu a 4 de Fevereiro de 2014 nos Estados Unidos e França.

## Vídeo musical
O vídeo musical para "Same Girl" foi gravado em Castle Hill, um bairro de Bronx, cidade de nascimento de Lopez, durante o fim-de-semana de 28 de Dezembro de 2013. A sua direcção esteve a cargo de Steve Gomillion e Dennis Leupold, que já tinham trabalhado com a cantora em projectos anteriores. A sua estreia ocorreu a 30 de Janeiro de 2014 através do serviço Vevo.

## Desempenho nas tabelas musicais

### Posições
| Tabela musical (2014)                    | Melhor posição |
| ---------------------------------------- | -------------- |
| Coreia do Sul - Gaon International Chart | 31             |

## Histórico de lançamento
| País           | Data                   | Formato          | Editora discográfica |
| -------------- | ---------------------- | ---------------- | -------------------- |
| Alemanha       | 4 de Fevereiro de 2014 | Descarga digital | Capitol              |
| Espanha        | 4 de Fevereiro de 2014 | Descarga digital | Capitol              |
| Estados Unidos | 4 de Fevereiro de 2014 | Descarga digital | Capitol              |
| França         | 4 de Fevereiro de 2014 | Descarga digital | Capitol              |
| Itália         | 4 de Fevereiro de 2014 | Descarga digital | Capitol              |
| Reino Unido    | 4 de Fevereiro de 2014 | Descarga digital | Capitol              |